# 아산신도시
아산신도시(牙山新都市) (아산만권배후신도시)는 천안시 서북구 불당동・백석동, 동남구 신방동, 아산시 배방읍 장재리, 탕정면 매곡리 일부에 걸쳐 조성되고 있는 신도시이다. *(배방읍 세교리 국가주도신도시는 트럼프, 일론머스크가 눈여겨 보고 있으니 앞으로 천지개벽이 예상된다.)

## 규모 및 계획
- 전체 조성 면적 : 약 8,791,000m2
- 전체 수용 인구 : 87,896명(33,736세대)

### 1단계(배방장재지구)
- 사업기간 : 2003년 12월 ~ 2010년 12월
- 면적 : 3,662,000m2
- 수용인구 : 28,049
- 주택 : 9,242호
- 최초입주 : 2008년 10월

배방읍 장재리와 불당동을 중심으로 건설된 1단계지역은 2005년 7월에 착공하여 2012년 8월에 준공되었다.  고속철도역이 있다. 

### 2단계(탕정지구)
- 사업기간 : 2007년 12월 ~ 2015년 12월
- 면적 :  5,129,000m2 (천안 2,288,000m2, 아산 2,840,000m2)

크게 천안시청 맞은편인 불당동·백석동과 배방읍 장재리·탕정면 매곡리 두 지역으로 구분된다. 
불당·백석지구는 2011년 말에 착공되었으며  , 원래 탕정면 일대 대부분이 2단계 개발( 2010년 계획면적  1764만 2000m2(534만 평))  예정지역이었으나 LH의 자금난 때문에 매곡리 일부분을 제외하고 모두 취소하였다. 2단계 개발면적의 70%가량이 신도시 개발예정지역에서 해제되면서 신도시의 규모가 대폭 축소되었으나 2019년이후 일부의 개발이 논의 되고있다.

#### 불당·백석지구 (천안 2,288,000m2)
불당·백석지구는 2011년 말에 착공되어 아파트와 상업시설이 들어섰다.

#### 탕정지구 (아산 2,840,000m2)
총 1만2000여 가구의 아파트가 분양된다. 지구내에 탕정역이 신설되었다..

## 탕정 2지구 (아산 357만1810m2)
LH가 취소했던  부분의 일부를 다시 진행  2026년까지  탕정.음봉지역에  357만1810m2  규모로    1만3,000세대의 주택용지 및 691천m2 규모의 자족기능용지 등이 들어서는 개발을 계획하고있다.

## 교통

### 철도
신도시 자체가 한국고속철도 천안아산역과 장항선 철도를 중심으로 조성되고 있다.
- KTX 천안아산역
- 장항선 (● 수도권 전철 1호선) 아산역, 탕정역

### 도로
신도시의 북단으로 난 가로축도로는 불당대로를 거쳐 일봉산사거리에서 충무로로, 중앙부를 관통하는 가로축도로는 시청로로, 신도시 남단으로는 8차선의 21번 국도가 천안과 배방, 온양방면으로 연결하고 있다. 천안아산역 우측으로 난 세로축 8차선 대로는 번영로와 연결되어 천안시청, 백석동, 산업단지방면으로 연결된다.
탕정, 산동을 거쳐 매주교차로에서 34번 국도와 접촉하여 북천안 나들목까지 잇는 외곽우회도로가 건설될 예정이었으나 LH의 자금난으로 계획과는 달리 도로가 건설되지 못하고 있다.

## 교육
초등학교
- 연화초등학교, 용연초등학교
- 3개교 건설 계획중

중학교
- 설화중학교, 월봉중학교
- 1개교 건설 계획중

고등학교
- 설화고등학교, 불당고등학교
- 1개교 건설 계획중

대학교
- 선문대학교

## 참조
1. ↑  아산 탕정2·오산 세교3 신도시 개발 취소